# Neojobertia
Neojobertia é um género botânico pertencente à família Bignoniaceae.

## Espécies
- Neojobertia brasiliensis
- Neojobertia candolleana